# Louis Larsen
Louis Larsen (* 19. Januar 1890 in Dänemark; † 14. Juni 1960 ebenda) war ein dänischer Stummfilm-Kameramann.

## Leben und Wirken
Louis Larsen erhielt zu Beginn des 20. Jahrhunderts eine Ausbildung zum Fotografen und übte diesen Beruf auch kurzzeitig aus. Bereits 1912 stieß er zur Kinematografie und wurde von Dänemarks mächtigster Filmproduktionsgesellschaft, der Nordisk Film Kompagni, als Kameramann verpflichtet. Gleich zu Beginn seiner Karriere stand er, neben dem erfahreneren Kollegen Johan Ankerstjerne, bei Dänemarks erster Großproduktion, der überaus ambitionierten, knapp zweistündigen Hauptmann-Verfilmung Atlantis, hinter der Kamera. Ansonsten fotografierte Larsen zu dieser Zeit (bis 1916) nahezu exklusiv die Inszenierungen seines Landsmannes Hjalmar Davidsen, die sich zum Teil auch in Deutschland einiger Beliebtheit erfreuten.
Anschließend betreute er bis Mitte der 1920er Jahre mehrfach Inszenierungen von Davidsens Kollegen Holger-Madsen und (Atlantis-Regisseur) August Blom. Für beide stand Larsen im Ersten Weltkrieg bei den frühen, bemerkenswerten Science-Fiction-Filmen Das Himmelsschiff respektive Das jüngste Gericht hinter der Kamera. Nach dem Krieg fotografierte Larsen mehrfach Inszenierungen von A. W. Sandberg, einem Spezialisten für gediegene Literaturadaption. Zuletzt, von 1933 bis 1935, wurde Louis Larsen auch für einige wenige Tonfilme verpflichtet; dort lieferte er seine bekanntesten Kameraleistungen für die Arbeiten von George Schnéevoigt und Paul Fejos, ehe er aus dem Blickfeld der Öffentlichkeit verschwand.

## Filmografie
- 1912: Du hast mich besiegt (Den stærkeste) (Mitwirkung unsicher)
- 1913: Ekspressens mysterium
- 1913: Chatollets Hemmelighed
- 1913: Atlantis
- 1914: Das Mädchen mit dem roten Haar (Detektivens Barnepige)
- 1914: Expressens Mysterium
- 1914: Die innere Stimme (En stærkere Magt)
- 1914: Das goldene Kalb (Guldkalven)
- 1914: Jens Daglykke
- 1914: Die Tat des Dietrich Stobäus (Skyldig? - ikke skyldig?)
- 1915: Drankersken
- 1915: Die drei Schreine (Godsforvalteren)
- 1915: Zirkuskinder (Manegens Børn)
- 1915: Nattens Gaade
- 1915: Den Vanærede
- 1915: Kampen om Barnet
- 1916: Das jüngste Gericht (Verdens Undergang)
- 1916: Kay und Christinchen (Filmens Datter)
- 1916: Der Schicksalspfeil (Giftpilen)
- 1916: Grevinde Clara
- 1916: Das Meer gibt seine Toten wieder (En Kærlighedsprøve)
- 1916: Lykkedrømme
- 1916: Die Liebe des Königskindes (Prinsessens Hjerte)
- 1916: Vaadeskudet
- 1917: Der Narr seiner Liebe (Pjerrot)
- 1917: Das Geheimnis des Gebirgshofes / Das Haus am Abgrund (Fjeldpigen)
- 1917: Kampen om Kvinden
- 1917: Pengenes Magt
- 1917: Studenterkammeraterne
- 1917: Tropernes Datter
- 1917: Das Himmelsschiff (Himmelskibet)
- 1918: Söhne des Volkes (Folkets Ven)
- 1918: Hans Kæreste
- 1918: Den lille Danserinde
- 1918: Præsten fra Havet
- 1918: Spitzen (Grevindens Ære)
- 1918: Der Weg zur Buße (Via Crucis) (UA: 1920)
- 1919: Helden der Liebe (Kærlighedens Almagt)
- 1919: Panik / Die Stahlaktien (Hans store Chance)
- 1919: Ihr Held / Ein goldenes Herz (Hendes Helt)
- 1919: Stakkels Karin
- 1920: Die Schande der Örlygossons / Der Teufelspriester (Borgslægtens Historie)
- 1920: Hans gode Genius
- 1920: Der Pfarrer zu Vejlby (Praesten i Vejlby)
- 1921: Die Glücksgaloschen (Lykkens goloscher)
- 1922: Große Erwartungen (Store forventninger)
- 1922: Des Landsknechts letzte Liebe (Lasse Månsson fra Skaane)
- 1922: David Copperfield (David Copperfield)
- 1922: Zerrüttete Nerven (Nedbrudte Nerver)
- 1923: Der letzte Tanz (Den sidste Dans)
- 1923: Um Schlag 12 Uhr nachts (Paa slaget 12)
- 1923: Der Schrei aus der Moräne (Moraenen)
- 1924: Das Wiener Kind (Wienerbarnet)
- 1924: Auch ein Mädel kann sich irren (Kan kvinder fejle?)
- 1924: Klein Dorrit (Lille Dorrit)
- 1925: Wenn zwei sich lieben (Fra Piazza del Popolo)
- 1926: Die Lieblingsfrau des Maharadscha (Maharadjahens yndlingshustru III)
- 1926: Das verlorene Glück (Det sovende hus)
- 1927: Liebe und Rasiermesser (Den Sørgmuntre Barber)
- 1927: Dydsdragonen
- 1928: Der Faschingskönig
- 1933: Kobberbryllup
- 1934: Flugten fra Millionerne
- 1934: Lynet
- 1935: Det Gyldne smil
- 1935: Fange Nr. 1